# Ampithoe vacoregue
Ampithoe vacoregue is een vlokreeftensoort uit de familie van de Ampithoidae. De wetenschappelijke naam van de soort werd in 1979 voor het eerst geldig gepubliceerd door Jerry Laurens Barnard.